# 宮川武雄
宮川 武雄（みやかわ たけお、1909年1月24日 - 1988年6月12日）は、日本の経済学者。

## 経歴
1909年（明治42年）大阪市船場生まれ。1929年（昭和4年）名古屋高等商業学校卒、
1932年（昭和7年）神戸商業大学卒、1934年（昭和9年）同研究科修了、浪速高等学校教授、
1937年（昭和12年）大阪商工会議所調査課長、1941年（昭和16年）横浜専門学校教授、1950年（昭和25年）校名変更で神奈川大学助教授、1953年（昭和28年）教授。1969年（昭和44年）から経済学部長を二度務める。1979年（昭和54年）定年退任、名誉教授、創価大学教授。1962年 名古屋大学にて経済学博士取得。

## 著書
- 『経済思想史』三和書房 1951年
- 『経済学 経済思想史的接近』三和書房 1952年
- 『経済学 序説と経済思想史的接近』三和書房 1953年
- 『経済学入門』春秋社 近代経済入門シリーズ 1957年
- 『経済分析の基礎』中央書房 1957年
- 『近代経済学の理論』中央書房 1958年
- 『経済学ABC』野田経済社 1964年
- 『独占および寡占理論の研究』白桃書房 1966年
- 『経済学形成への接近』啓文社 1971年

### 共編
- 『原典経済学』山田長夫、伊坂市助、越村信三郎、長洲一二共編 同文館 1953